# Anomochilus weberi
Anomochilus weberi (лат.) — вид змей из семейства Anomochilidae. Известен по трём экземплярам с островов Суматра и Борнео (Малайский архипелаг). До 1993 года вид рассматривался в составе семейства щитохвостых змей (Uropeltidae).

## Внешний вид
Голова маленькая, нет особо выделенной шеи, глаза маленькие, гладкое тело, хвост короткий.